# Bjørnefjorden (Solund)
 Ikke at forveksle med Bjørnafjorden.
Bjørnefjorden er en lille fjordarm af Sognesjøen som er yderste del af Sognefjorden i Vestland fylke i Norge. Den ligger på Steinsundøyna i Solund  kommune. Fjorden har indløb ved Guleskjeret mellem Steinsneset og Klubbevika og strækker sig 3 kilometer nordover.
Det er ingen bebyggelse langs fjorden, men riksvei 606 går langs den indre, nordlige del af fjorden lige vest for Hardbakke, kommunecenteret i Solund.